# Cecilia G. de Guilarte
Cecilia G. de Guilarte (nascuda com a Cecilia García de Guilarte), (Tolosa, Guipúscoa, 20 de desembre de 1915 – ibíd., 14 de juliol de 1989) va ser una escriptora basca que va fer de periodista, reportera de guerra, novel·lista, dramaturga, assagista i professora universitària.

## Biografia
Cecilia G. de Guilarte nasqué el 1915 a Tolosa, en el si d'una família obrera, una dels quatre fills de Faustino García i Bernarda Guilarte Rodríguez, d'origen burgalès de la Bureba. Cecilia heretà les primeres afinitats ideològiques amb el moviment llibertari, del seu pare, que era militant de la CNT i treballava a la Paperera Espanyola de Tolosa, on anys més tard la mateixa Cecilia G. de Guilarte treballaria com a obrera. D'altra banda, a causa dels desitjos de la seua mare, Cecilia rebé una educació religiosa que més tard es veuria reflectida en la seua obra i que desembocaria en un "humanisme cristià i socialista". La formació literària i periodística de Cecilia és autodidacta. S'inicià de ben jove en el periodisme i amb tan sols onze anys publicà el seu primer escrit en una revista de Barcelona, un reportatge inspirat en el viatge transoceànic del Plus Ultra. D'adolescent, publicà articles al diari anarquista canari En Marcha. Als 21 anys, ja establerta a Madrid, publicava a Estampa.

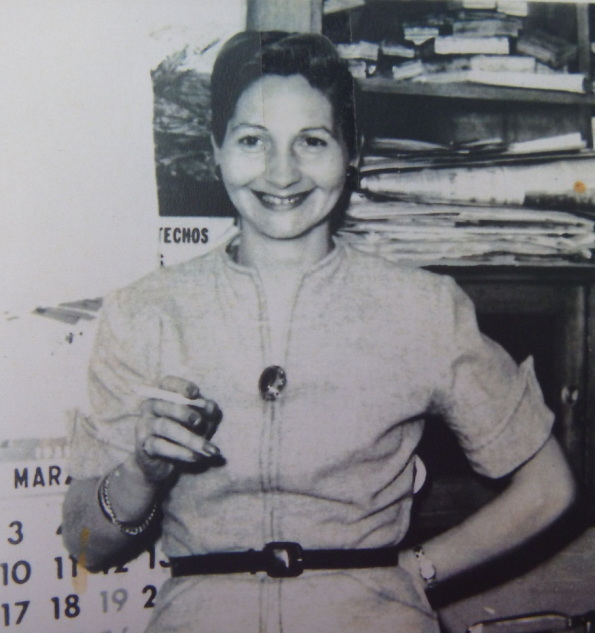
Cecilia G. de Guilarte en una de les sales de treball del diari El Imparcial, a Hermosillo, México.

### Reportera de guerra
Després de l'esclat de la Guerra Civil Espanyola es va convertir en una de les primeres corresponsals de guerra, cobrint el front nord del País Basc, Santander i Astúries, primer a la publicació anarquista Frente Popular i després amb un recull de vint cròniques al llarg de cinc setmanes al periòdic CNT Norte. Entre les seves cròniques, la batalla d’Irun i l’ofensiva del general Mola sobre Biscaia, i també l'entrevista a l’únic pilot alemany abatut en terra basca.

### Exili a França i a Mèxic
L'any 1939 s'exilià a França, on escrigué a Le Sud-Ouest Republicain, de Baiona, i posteriorment, el 1940, s'exilià a Mèxic, on romandria fins a la seua tornada a Espanya als anys seixanta.
Durant aquests anys a Mèxic va ser molt activaː a més d'escriure narrativa, fou sòcia fundadora de l'Ateneu Espanyol de Mèxic, fou redactora en cap de la revista El Hogar, dirigí programes de ràdio, va crear la Revista de la Universidad de Sonora, on va ser Cap del Departament d'Extensió Universitària', va publicar a El Imparcial i El Regional, de la ciutat d'Hermosillo, on residia, i també a la revista Rumbo i en diverses publicacions de l'exili, com ara Estampa, Tierra Vasca, Gernika... i, un cop abandonà l'anarquisme, als anys ciinquanta, escrigué a Izquierda Republicana.

### Retorn
De retorn a Espanya, l'any 1963, va quedar com a finalista del Premi Planeta el 1968 amb la seua obra Todas las vidas i va ser guanyadora del Premi Águilas, de Múrcia, (1969) per la seva novel·la Cualquiera que os dé por muerto. Els darrers anys va escriure reportatges, una sèrie d'articles de caràcter biogràfic i crítica literària al diari del Movimiento La Voz de España, de Sant Sebastià.

## Obra

### Novel·la i novel·la curta
- Mujeres (Barcelona, 1935)[6]
- Locos y vencidos (Barcelona, 1935)
- Rosa del rosal cortada (San Sebastià, 1936)[6]
- Los claros ojos de Ignacio (1936)
- Camino del corazón (Mèxic, 1942)[8]
- Orgullo de casta (Mèxic, 1942)[8]
- Nació en España (Mèxic, 1944)[8]
- Contra el dragón (Mèxic, 1954)[6]
- Cualquiera que os dé por muerto (Barcelona, 1969)[6]
- La soledad y sus ríos (Madrid, 1975)[8]
- Traslados sin novedad (inèdita)[6]
- Una pizca de esperanza (inèdita)[6]
- Los nudos del quipu (inèdita)[8]
- El naufragio de un barquito de papel (inèdita)[6]

### Recopilació d'articles
- Un barco cargado de... (San Sebastià, 2001)[8]

### Teatre
- La trampa (Mèxico, 1958)[8]
- Trilogía dramática (Dramas: El camino y la cruz, Contra el dragón y La trampa) (San Sebastià, 2001)[6]

### Assaig biogràfic
- Sor Juana Inés de la Cruz. Claro en la selva (1958)[8]
- El padre Hidalgo, libertador (1958)[8]
- Juana de Asbaje, la monja almirante (1970)[6]